# Lina Makhul
Leena Courtney Makhoul, mais conhecida como Lina Makhul (em árabe: لينا مخول, e em hebraico:  לינא מח'ול, nascida a 11 de julho de 1993) é uma cantora e autora israelita de origem palestiniana.

## Infância e juventude
Leena Courtney Makhoul é filha de pais cristãos palestinianos. Nasceu em Toledo, Ohio, mas cresceu em Acre, Israel. Tem tocado piano, cantado e dançado desde que tinha 4 anos. Entre os 15 e os 20 anos foi voluntária em Magen David Adom, o equivalente da Cruz Vermelha em Israel. Estuda biologia no Instituto Technion de Haifa, fala cinco idiomas e define-se a si mesma em sua página site como palestino-americana. Tem actuado nas Marchas do Dia do Orgulho LGTB de Barcelona, Tel Aviv e Newcastle.

## Carreira
No final de 2012, numa audição para o reality show musical A voz de Israel, Makhoul interpretou Alicia Keys na canção Empire State of Mind e uniu-se à equipa de Shlomi Shabat. No programa interpretou uma versão da canção As Folhas Morridas em árabe (interpretada originalmente por Fairuz), pela qual obteve o voto de todos os treinadores. Apenas três dias após seu primeiro aparecimento na Voz, já tinha sido vista mais de um quarto de milhão de vezes em YouTube.
A 23 de março de 2013, com 19 anos, Makhoul ganhou a final do concurso no Nokia Arena de Tel Aviv com um 62% dos votos, depois de ter interpretado What a Feeling, tema principal do filme Flashdance. Interpretou também, junto com seu treinador Shabat, uma canção escrita por este e sua filha Manor Shabat. Também cantou Hallelujah, de Leonard Cohen. No discurso realizado depois de ganhar o concurso, denunciou ter sido vítima do racismo da sociedade israelita durante toda a gravação do programa. O manager musical israelita Irit TenHengel contratou-a para seu selo discográfico, Yodan Produções.
Em 2016, Lina Makhoul protagonizou ums curta metragem titulada "Nossos Heróis", na qual interpretava a jovem Haneen, uma mulher palestiniana na guerra árabe-israelita de 1948 e de Nakba. Em setembro desse mesmo ano, Lina foi seleccionada como artista de abertura para o concerto da banda Queen + Adam Lambert em Tel Aviv. No concerto, que teve lugar no Parque Yarkon, actuou ante de uma audiência de 51.000 pessoas. Em dezembro, Lina realizou uma versão da canção Holy War de Alicia Keys, que gravou e publicou on-line incluindo as suas próprias referências culturais. A própria Alicia Keys descobriu o vídeo e compartilhou-o em suas páginas oficiais de Instagram, Facebook e Twitter.
Em setembro de 2017, Lina anunciou nas redes sociais que seria a abertura de cartaz do grupo feminino britânico Little Mix na sua tour The Glory Days Tour pelo Reino Unido e Irlanda, o que incluía 37 concertos durante outubro e novembro de 2017.

## Discografia
O seu primeiro single titulou-se This Ain't About You e estreou-se a nível mundial a 29 de abril de 2016. A canção entrou no Top 10 das listas do Reino Unido na categoria de música Clube e Pop. O seu segundo single, Dance Sucker, chegou inclusive mais longe e atingiu o quarto posto na lista oficial de música clube no Reino Unido, o que reflectia o seu crescente sucesso internacional.
A publicação do single Dance Sucker foi um abono do novo álbum de Lina, titulado Walking On A Tightrope e publicado em 2017. O disco foi produzido pelos vencedores do Prémio Grammy Jerry Wonda e Tal Forer. O disco contém canções escritas por Karen Poole (David Guetta / Janet Jackson / Kylie Minogue) e pelo vencedor dos Prémios Grammy Eliot Kennedy (Spice Girls / Take That). Lina está a trabalhar actualmente com escritores como a nomeada aos Prémios Brit Maegan Cottone (Demi Lovato / Iggy Azalea / Britney Spears / Little Mix), Hiten Bharadia (Craig David / Lemar / Tiesto) e Knightstarr (Anne-Marie / Janelle Monae).